# Gaby Hoffmann
Gabriella Mary Antonia „Gaby” Hoffmann (ur. 8 stycznia 1982 w Pittsburghu) – amerykańska aktorka filmowa, telewizyjna i sceniczna.

## Filmografia
- Wujaszek Buck (Uncle Buck, 1989) jako Maisy Russell
- Pole marzeń (Field of Dreams, 1989) jako Karin Kinsella
- To jest moje życie (This Is My Life, 1992) jako Opal Ingels
- Człowiek bez twarzy (The Man Without a Face, 1993) jako Megan
- Bezsenność w Seattle (Sleepless in Seattle, 1993) jako Jessica
- Koniec niewinności (Now and Then, 1995) jako Młoda Samantha
- To, co najcenniejsze (Whose Daughter Is She?, 1995) jako Andrea Eagerton
- Zwariowany piątek (Freaky Friday, 1995) jako Annabelle Andrews
- Wszyscy mówią: kocham cię (Everyone Says I Love You, 1996) jako Lane
- Wulkan (Volcano, 1997) jako Kelly Roark
- Córy amerykańskich Ravioli (Strike!, 1998) jako Odette 'Odie'
- Snapped (1998) jako Tara
- 200 papierosów (200 Cigarettes, 1999) jako Stephie
- Już nadchodzi (Coming Soon (I), 1999) jako Jenny Simon
- Czarne i białe (Black and White, 1999) jako Raven
- Możesz na mnie liczyć (You Can Count on Me, 2000) jako Sheila
- Perfume (2001) jako Gabrielle Mancini
- Severed Ways: The Norse Discvoery of America (2007)